# Philothamnus nitidus
Philothamnus nitidus är en ormart som beskrevs av Günther 1863. Philothamnus nitidus ingår i släktet Philothamnus och familjen snokar.
Denna orm förekommer med flera från varandra skilda populationer i Afrika från Sierra Leone österut över Ghana och Kamerun till Uganda, Rwanda och Burundi samt söderut till norra Angola. Arten lever i låglandet och i bergstrakter upp till 1200 meter över havet. Habitatet varierar mellan skogar, odlingsmark och savanner. Individerna klättrar i träd och de har groddjur och ödlor som föda. Honor lägger ägg.
För beståndet är inga hot kända. Hela populationen anses vara stor. IUCN listar arten som livskraftig (LC).

## Underarter
Arten delas in i följande underarter:
- P. n. loveridgei
- P. n. nitidus